# 稲積村 (富山県)
稲積村（いなづみむら）は、かつて富山県氷見郡にあった村。現在の氷見市中心部北寄りの稲積地区で、梅の産地として名高い。地区内には「氷見あいやまガーデン」もある。

## 沿革
- 1889年（明治22年）4月1日 - 町村制施行により、射水郡稲積村及び間島新村の区域をもって、射水郡稲積村が発足する。
- 1896年（明治29年）3月29日 - 郡制の施行のため、射水郡から分立して、氷見郡が発足により、氷見郡に所属となる。
- 1940年（昭和15年）10月1日 - 氷見郡氷見町に編入する。

## 歴代村長
出典→
1. 大坪三郎（1889年6月11日 - 1893年6月11日）
2. 大坪三郎（1893年6月16日 - 1896年3月15日）
3. 中島太左衛門（1896年4月1日 - 1898年4月24日）
4. 宇城嘉平（1898年6月1日 - 1904年2月18日）
5. 藤井助十郎（1904年5月30日 - 1914年11月18日）
6. 寺山米吉（1915年2月16日 - 1915年8月28日）
7. 竹越善兵衛（1915年9月22日 - 1916年4月5日）
8. 藤井助十郎（1916年10月9日 - 1920年10月8日）
9. 藤井助十郎（1921年1月17日 - 1923年8月7日）
10. 大坪三郎（1924年2月20日 - 1926年1月11日）
11. 大坪藤朔（1926年5月14日 - 1927年5月25日）
12. 越和兵衛（1927年7月8日 - 1929年2月14日）
13. 出村精（1929年5月8日 - 1933年5月8日）
14. 出村精（1933年7月3日 - 1935年3月14日）
15. 出村精（1935年6月28日 - 1939年6月27日）
16. 中島良三（1939年10月1日 - 1940年9月30日）